# Белиц
Бе́лиц (нем. Beelitz) — город в Германии, в земле Бранденбург.
Входит в состав района Потсдам-Миттельмарк.

## География
Занимает площадь 180,07 км². Официальный код — 12 0 69 017.

## История
В 1889 году в районе Белица Хайльштеттен была построена большая больница для больных туберкулёзом рабочих. Во время Первой и Второй мировых войн она использовалась как военный госпиталь (в 1916 году в нём лечился Адольф Гитлер). В 1920-х годах больничный комплекс получил собственную электростанцию и несколько новых хирургических отделений, в нём могли лечиться несколько тысяч больных. После Второй мировой войны госпиталь оказался в зоне советской оккупации и стал Центральным госпиталем Западной группы войск, самым большим советским военным госпиталем за пределами СССР. В настоящее время комплекс зданий заброшен. Он использовался для съёмок ряда фильмов.

## Население
| Год  | Численность | Численность |
| ---- | ----------- | ----------- |
| 2010 | 11 900      | [ 3 ]       |
| 2015 | 12 121      | [ 4 ]       |
| 2020 | 12 818      | [ 5 ]       |
| 2021 | 12 880      | [ 6 ]       |
| 2022 | 13 219      | [ 7 ]       |
| 2023 | 13 794      | [ 8 ]       |

## Инфраструктура
Город подразделяется на 12 городских районов.

## Города-побратимы
- Альфтер (Германия)

## Фотографии

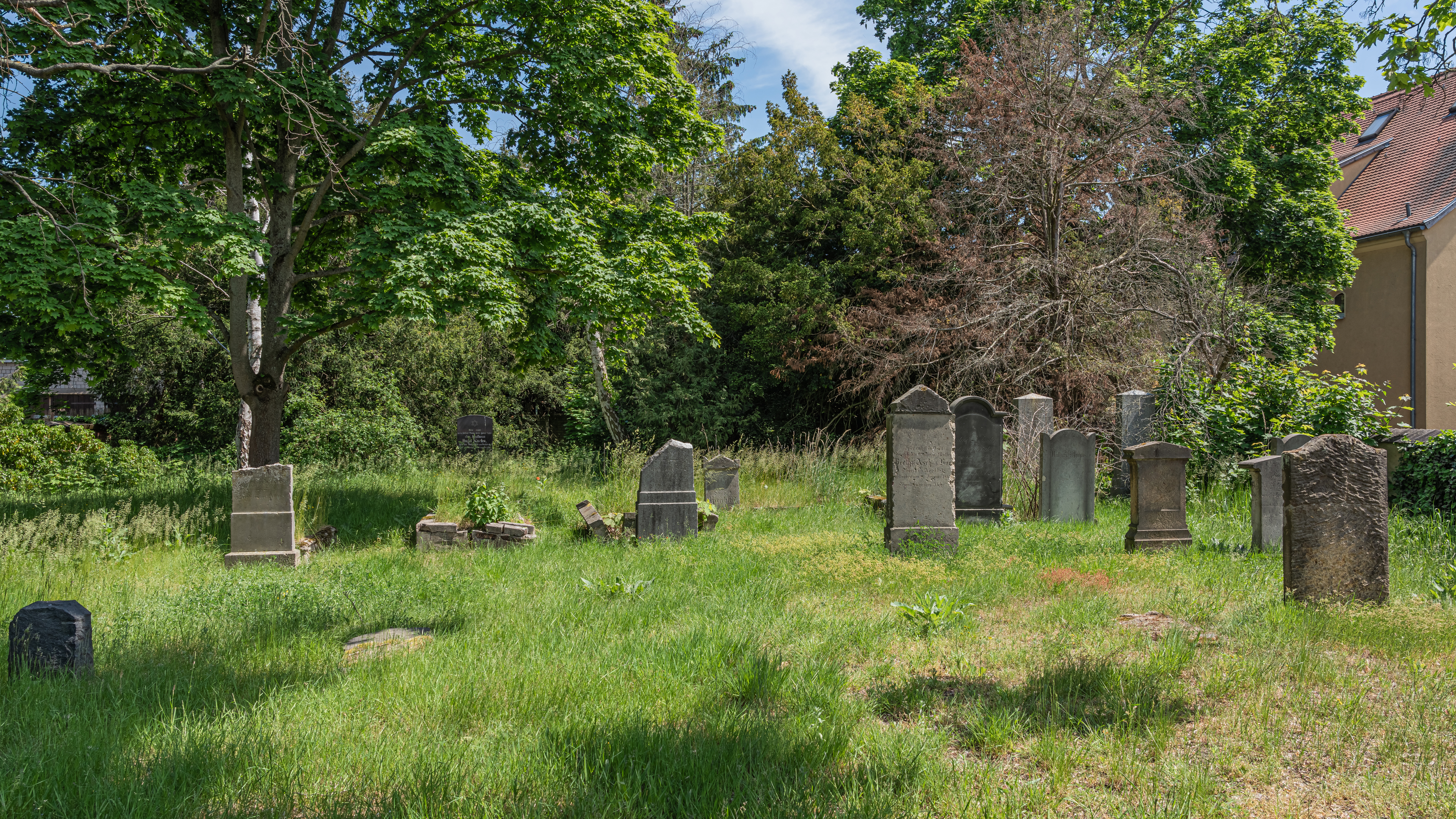
Старое еврейское кладбище
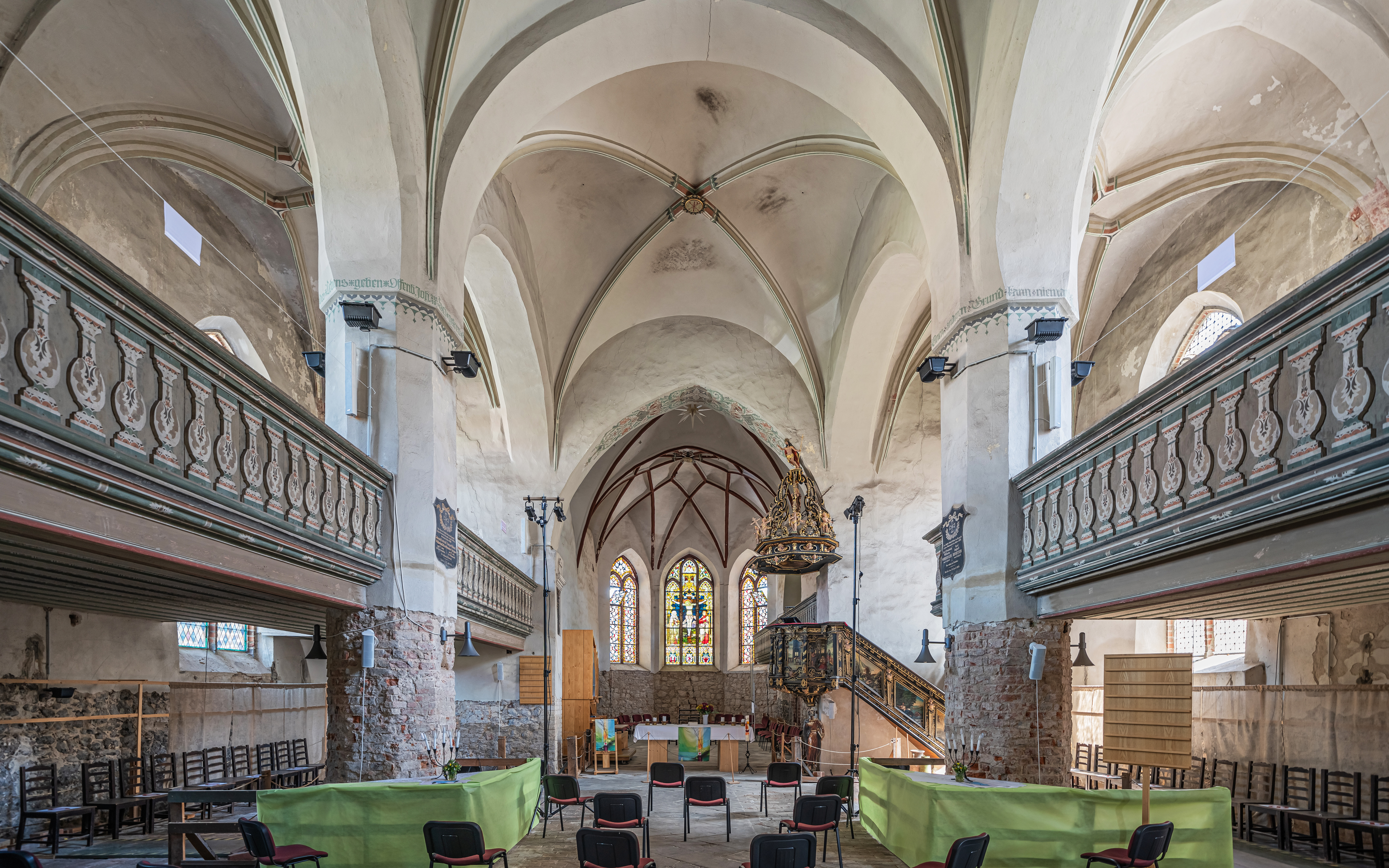
Интерьер церкви св. Николая
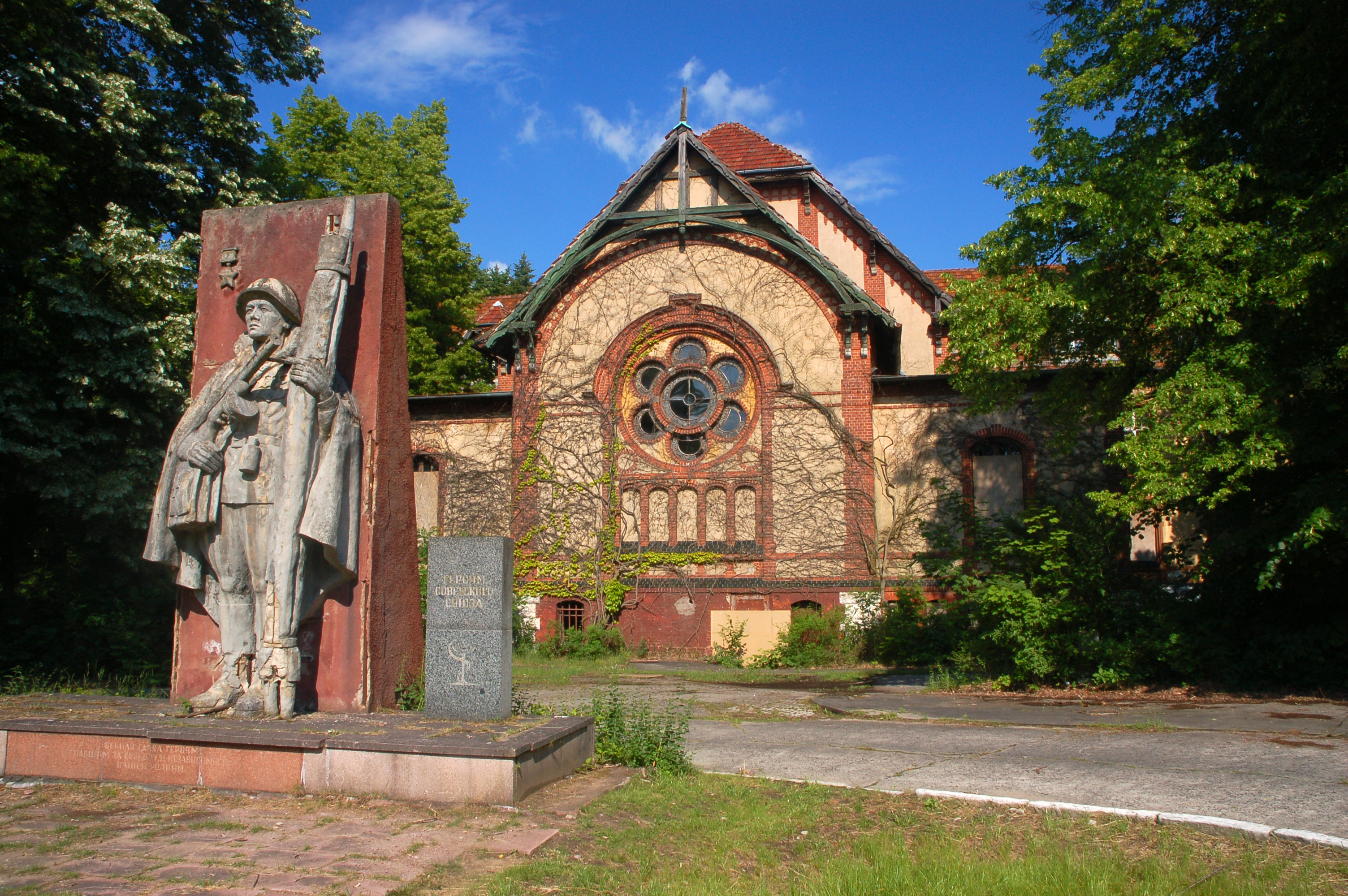
Хайльштеттен, памятник перед зданием бывшего советского госпиталя
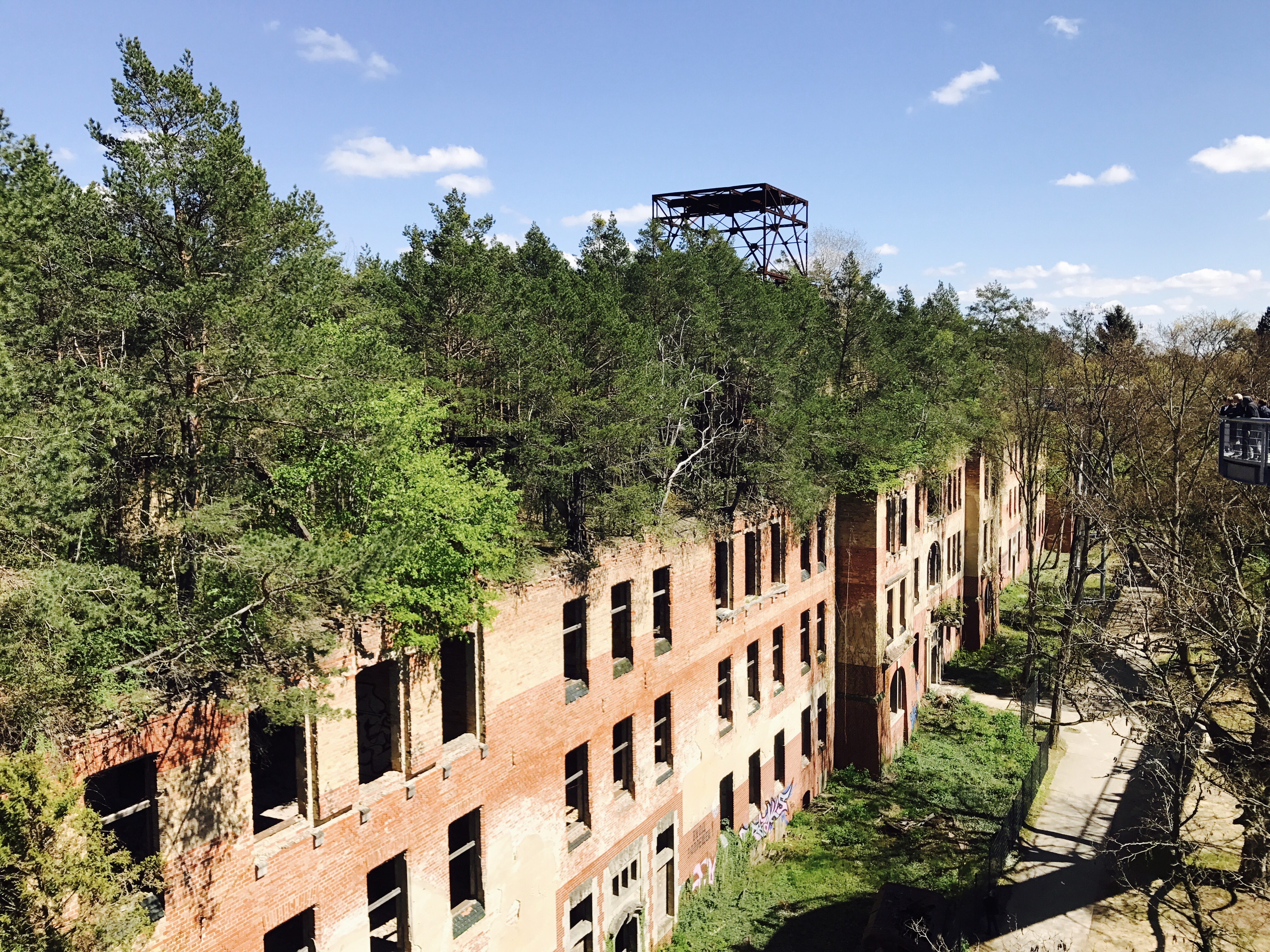
Хайльштеттен, заброшенные корпуса госпиталя
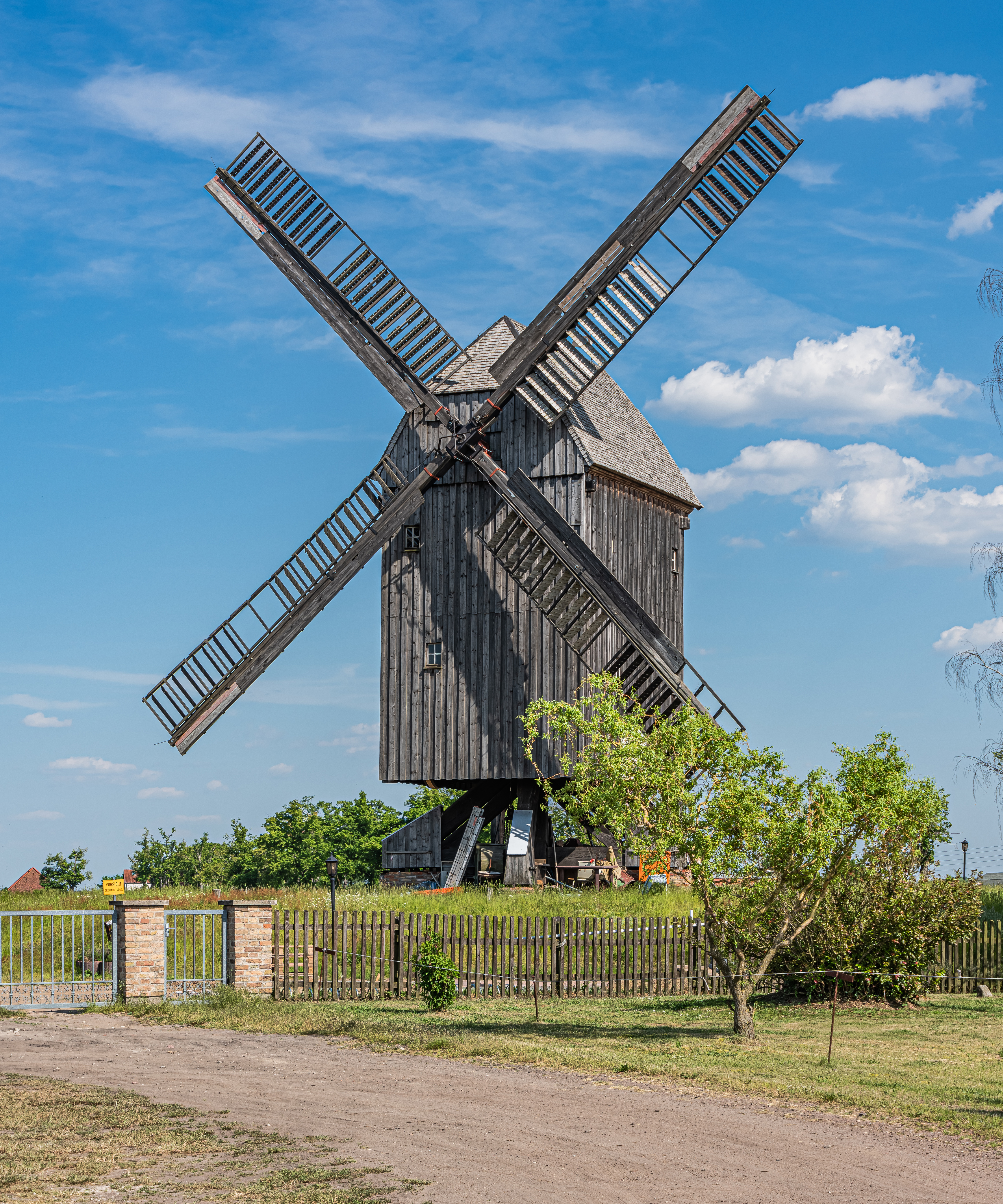
Мельница
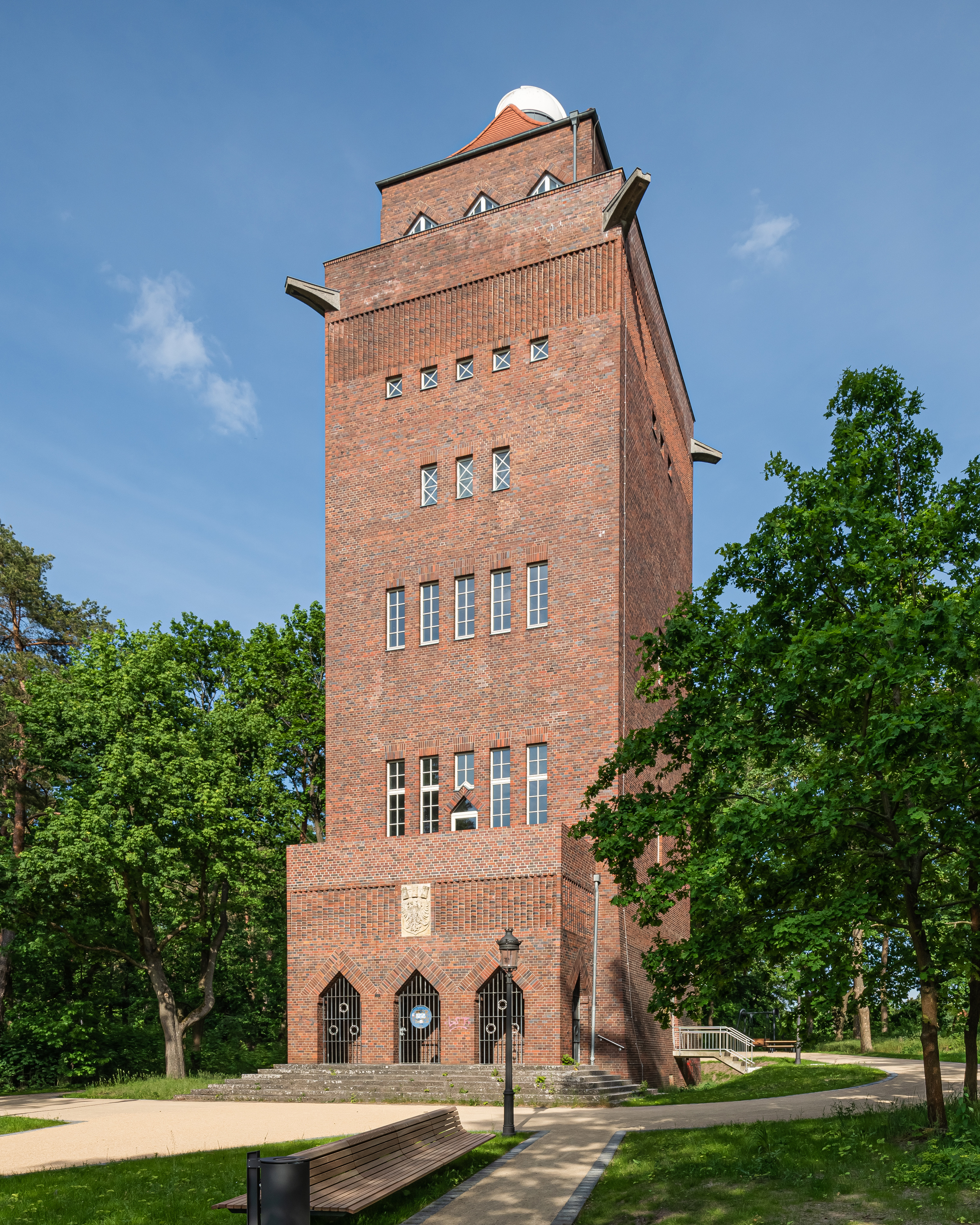
Водонапорная башня
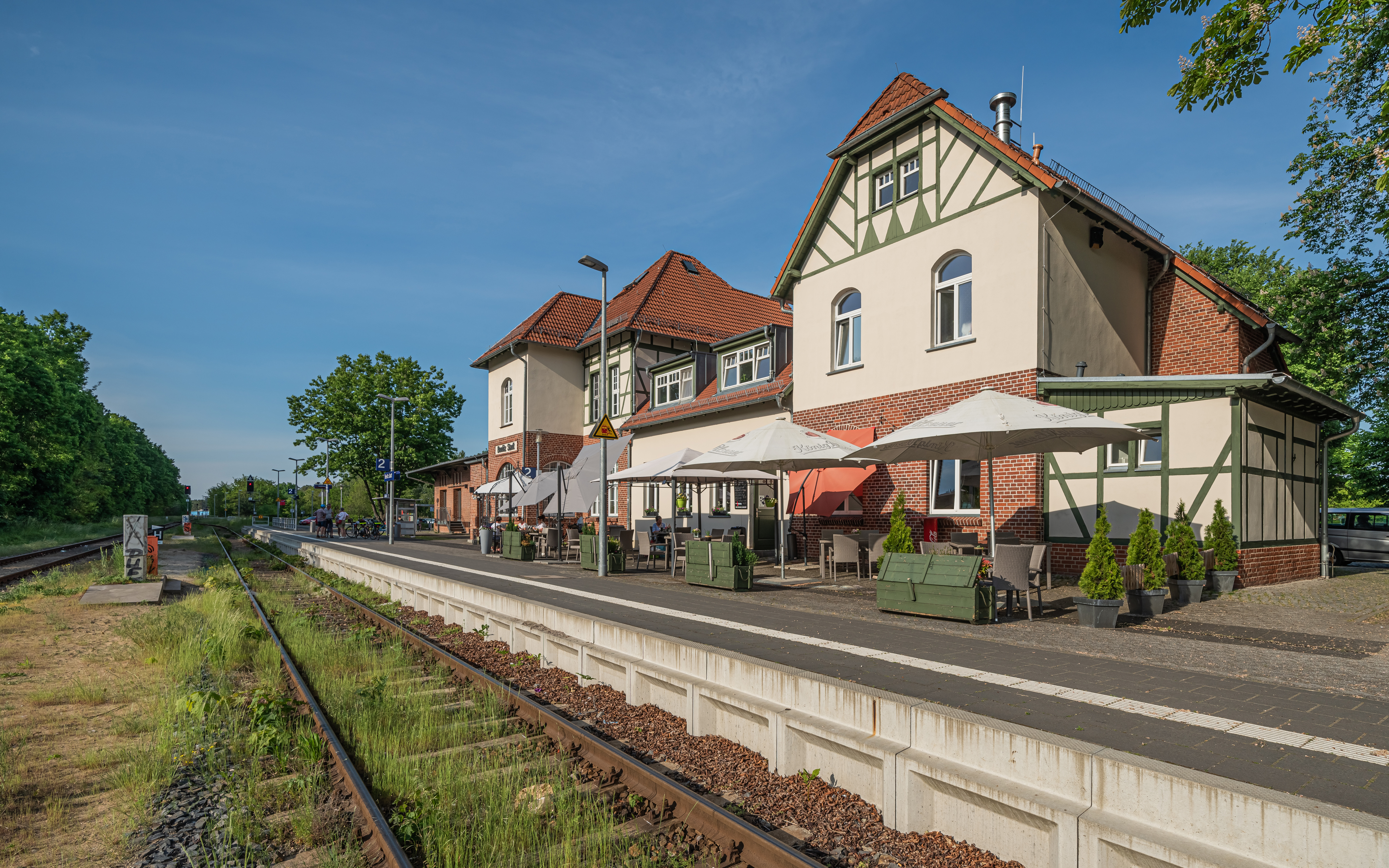
Железнодорожная станция